# Titularbistum Axomis
Axomis (ital.: Assume) ist ein Titularbistum der römisch-katholischen Kirche.
Es geht zurück auf ein früheres Bistum in Äthiopien und gehörte zur Kirchenprovinz Aduli.
| Titularbischöfe von Axomis |                                                 |                                                            |                   |                    |
| Nr.                        | Name                                            | Amt                                                        | von               | bis                |
| 1                          | Bartolomeo Mirra Titularerzbischof pro hac vice |                                                            | 15. April 1907    | 22. August 1908    |
| 2                          | Joaquim Silvério de Souza                       | Weihbischof in São Sebastião do Rio de Janeiro (Brasilien) | 29. Januar 1909   | 25. Januar 1910    |
| 3                          | Antonio Maria Bonito Titularerzbischof          | emeritierter Erzbischof von Amalfi (Italien)               | 5. August 1910    | 14. September 1916 |
| 4                          | Wolfgang Radnai Titularerzbischof               | emeritierter Bischof von Banská Bystrica (Slowakei)        | 16. Dezember 1920 | 14. Oktober 1935   |
| 5                          | Joseph-François-Marie Julliot                   | emeritierter Bischof von Les Gonaïves (Haiti)              | 13. Januar 1936   | 29. September 1939 |
| 6                          | Pietro Ossola                                   |                                                            | 21. August 1940   | 1. September 1946  |
| 7                          | Giovanni Urbani                                 | Weihbischof in Venedig (Italien)                           | 26. Oktober 1946  | 27. November 1948  |
| 8                          | Charles Herman Helmsing                         | Weihbischof in Saint Louis (Missouri, USA)                 | 17. März 1949     | 24. August 1956    |
| 9                          | Joseph Bernard Brunini                          | Weihbischof in Natchez-Jackson (Mississippi, USA)          | 28. November 1956 | 2. Dezember 1967   |

## Weblink
- Eintrag auf catholic-hierarchy.org (englisch)